# آيت أومديس
آيت أومديس هي قرية مغربية شمال المملكة. تنتمي آيت أومديس لإقليم أزيلال الساحلي. تضم هذه القرية 15.377 نسمة (إحصاء 2004).

## دواوير الجماعة
- تونزرفت
- تاركة زكزات
- أيت حميد
- اسولان
- إسفولا
- ركدة ...
- تغزى
- تاسا
- آيت خطاب